# La Beaume
La Beaume ist eine französische Gemeinde mit 150 Einwohnern (Stand 1. Januar 2022) im Département Hautes-Alpes in der Region Provence-Alpes-Côte d’Azur.

## Geografie
Die Gemeinde liegt am Nordrand des Départements Hautes-Alpes in rund drei Kilometern Entfernung zum Département Drôme. Das Gemeindegebiet wird vom Flüsschen Chauranne durchquert.

## Baudenkmal
- Sonnenuhr, Monument historique

## Bevölkerungsentwicklung
| Jahr      | 1962 | 1968 | 1975 | 1982 | 1990 | 1999 | 2007 | 2018 |
| Einwohner | 176  | 192  | 155  | 131  | 145  | 140  | 160  | 152  |

## Verkehr
Durch La Beaume führt die D993, auf der man nach Gap und in die andere Richtung über den Col de Cabre (1180 m) nach Die und am Ende zur Rhône kommt.

## Persönlichkeiten
- Éric Cantona (* 1966), Fußballspieler, lebte in La Beaume
- René Desmaison (1930–2007), Bergsteiger, lebte als Pensionär in La Beaume